# Трояново (Великопольське воєводство)
Трояново (пол. Trojanowo) — село в Польщі, у гміні Мурована Ґосліна Познанського повіту Великопольського воєводства.
Населення — 175 осіб (2011).
У 1975-1998 роках село належало до Познанського воєводства.

## Демографія
Демографічна структура станом на 31 березня 2011 року:
|          | Загалом | Допрацездатний вік | Працездатний вік | Постпрацездатний вік |
| -------- | ------- | ------------------ | ---------------- | -------------------- |
| Чоловіки | 88      | 21                 | 60               | 7                    |
| Жінки    | 87      | 19                 | 54               | 14                   |
| Разом    | 175     | 40                 | 114              | 21                   |